# کبری غلامی
کبری غلامی، پژوهش‌گر اجتماعی افغان اهل ایران است. او دانشجوی کارشناسی‌ارشد علوم اجتماعی در دانشگاه الزهرا است و در سازمان‌های مردم‌نهاد در حوزه سوادآموزی و کمک به زنان و کودکان افغانستانی فعالیت می‌کند.

## رد مرز و اخراج از ایران
غلامی که از چهار سالگی در ایران زندگی کرده، در مرداد ماه ۱۴۰۳، با وجود داشتن پاسپورت و ویزا، بعد از آنکه به اداره اتباع مراجعه کرد، مسئولان آن اداره پاسپورتش را باطل کردند به او گفته شد که از کشور اخراج خواهد شد. کبری غلامی پس از چند بار دریافت پیامک به‌خاطر عدم رعایت حجاب، به اداره گذرنامه احضار شد و از آنجا او را به اردوگاه سفید سنگ اعزام کردند تا به حکومت طالبان تحویل داده شود.
اخراج او از ایران هم‌زمان با موج مهاجرستیزی و افعان‌هراسی در ایران رخ داد. پس از این اتفاق، جمعی از فعالان اجتماعی ایرانی با حمایت از غلامی، خواستار توقف رد مرز او شدند.

### رفع خطر اخراج
در روز ۱۴ مرداد، عضو سابق شورای شهر مشهد اعلام کرد که خطر اخراج غلامی برطرف شده و او به خانواده‌اش در ایران ملحق خواهد شد.